# العالم الغربي

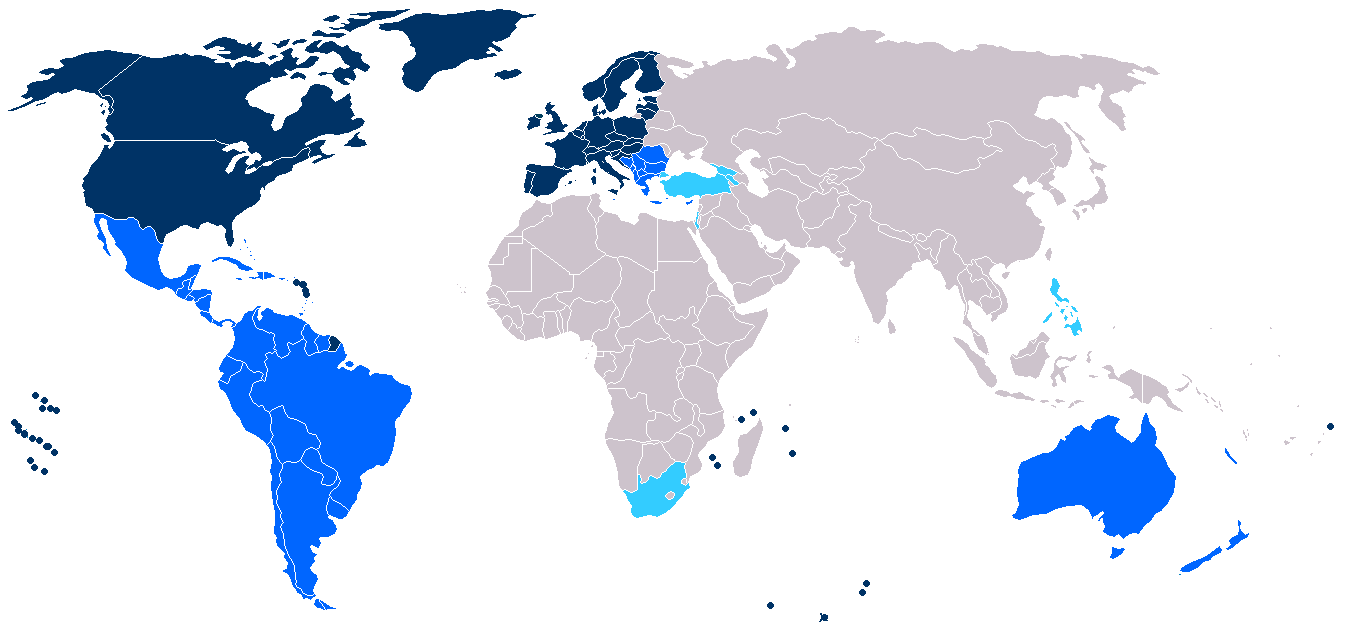
الدول التي تصنف ضمن العالم الغربي عموماً.

العالم الغربي أو الغرب مصطلح متعدد المعاني وفقاً لسياق الحديث (أي حسب الفترة الزمنية والمنطقة والحالة الاجتماعية). وعليه فإن التعريف الأساسي لما يشكل «الغرب» متنوع حيث يتوسع ويتقلص مع الزمن وفقاً للظروف التاريخية المختلفة.
إن مفهوم الجزء الغربي من كوكب الأرض له جذوره في التقسيم اللاهوتي والمنهجي والتمييزي بين الكنيسة الغربية الرومانية الكاثوليكية والشرقية الأرثوذكسية. حيث كان الغرب في الأصل حرفيًا، يعني أوروبا الكاثوليكية مقابل ثقافات وحضارات أوروبا الأرثوذكسية، والشرق الأوسط وشمال أفريقيا، وأفريقيا جنوب الصحراء، وجنوب آسيا، وجنوب شرق آسيا، والشرق الأقصى النائي الذي رآه الأوروبيون الأوائل حديثًا باسم الشرق.
بحلول منتصف القرن العشرين، مر تصدير الثقافة الغربية على مستوى العالم من خلال وسائل الإعلام الجديدة مثل الأفلام والإذاعة والتلفزيون والموسيقى المسجلة، في حين لعب تطور ونمو النقل الدولي والاتصالات السلكية واللاسلكية دوراً حاسماً في العولمة الحديثة. في الاستخدام الحديث، يُشير العالم الغربي، في بعض الأحيان إلى أوروبا وإلى المناطق التي ينحدر سكانها بشكل كبير من أوروبا، من خلال عصر الاكتشاف.

## مفهوم
يعود مفهوم العالم الغربي في جذوره إلى الحضارة اليونانية والرومانية في أوروبا وظهور المسيحية والإنشقاق الكبير في القرن الحادي عشر الذي قسّم الدين إلى شطرين شرقي وغربي. في العصر الحديث تأثرت الثقافة الغربية بشكل كبير بتقاليد الثقافة المسيحية وعصر النهضة والتنوير وشكلتها التوسعية الإستعمارية في القرنين الثامن عشر والتاسع عشر. استخدم المصطلح من طرف الإتحاد السوفياتي وحلفاءه خلال الحرب الباردة ضد أعدائهم من منتصف القرن العشرين حتى وقت متأخر من القرن. في السياق السياسي والثقافي المعاصر يشير مصطلح العالم الغربي بشكل عام إلى دول الإتحاد الأوروبي والولايات المتحدة وكندا وأستراليا ونيوزيلندا وأوروبا الوسطى ويضم أحياناً في بعض التعريفات أميركا اللاتينية والبلقان وفي بعض الأحيان يضم التعريف كل من تركيا وأرمينيا وجورجيا وإسرائيل وجنوب أفريقيا والفلبين.

### تعريف جغرافي
قَسّمَ أستاذ العلوم السياسية صامويل هنتنجتون حضارات العالم الحالية إلى تسعة مناطق نفوذ ثقافي ومنها، الحضارة الغربية والعالم الغربي ذات الخلفية الثقافية المسيحية الغربية بشكليها الكاثوليكية-البروتستانتية، وتمتد هذه الحضارة من أوروبا الغربية إلى دول البلطيق، وأنغلو-أمريكا، وأستراليا، ونيوزيلاندا. تقوم هذه الحضارة على أساسين ومصدرين هما الحضارة اليونانية-الرومانية والمسيحية الغربية. حيث تحدد الثقافة الغربيّة بأبعاد ثلاثة: الديانة المسيحية، القانون الروماني، والنزعة الإنسانية في الفلسفة اليونانية. والنتاج التاريخي والثقافي لكل من عصر النهضة والثورة الصناعية أعطى مقومات منفردة وخصوصية لهذه الحضارة. ووفقاً له تتشابه الحضارة الأمريكية اللاتينية مع الحضارة الغربية كونها منطقة تستخدم فيها في المقام الأول، اللغات الرومانسية (أي، التي اشتقت من اللغة اللاتينية)- خصوصًا الأسبانية والبرتغالية، والفرنسية بنسب مختلفة وكون الرومانية الكاثوليكية هي الديانة المهيمنة وبالتالي تسمى أيضاً بأمريكا اللاتينية. لكن لكونها منطقة فيها العديد من الأنساب والجماعات العرقية يجعلها ذلك منطقة فيها تنوعاً عرقيّاً وثقافيّاً مما يعطيها خصوصيّة ثقافية منفردة. وقد تعتبر المنطقة إما جزء من العالم الغربي أو حضارة متميزة بما فيه الكفاية أو مرتبطة بالغرب كونها تنحدر منها.
وقام صامويل هنتنجتون في كتابه صدام الحضارات بفصل روسيا وأوروبا الشرقية عن الحضارة والعالم الغربي، وإعتبرها حضارة مستقلة وأطلق عليها الحضارة المسيحية الأرثوذكسية، وتمتد هذه الحضارة وفقاً له بين الدول ذات الغالبية الأرثوذكسية والحضارة المسيحية الشرقية المشتركة والتي ترتبط من الناحية التاريخية والثقافية والاجتماعية والسياسية. تمتد الحضارة الأرثوذكسية من روسيا إلى أوكرانيا، والقوقاز، والبلقان، واليونان وقبرص. أساس ومركزية هذه الحضارة تراث الإمبراطورية البيزنطية والأرثوذكسية الشرقية. اللغات المنتشرة في هذه المنطقة الحضارية هي اللغات السلافية، واللغة الرومانية، واليونانية، والأرمنية والجورجية. حيث يجادل صامويل هنتنجتون بأن روسيا هي في المقام الأول دولة غير غربيَّة على الرغم من أنها تشترك في قدر كبير من الأصول الثقافية مع الغرب الحديث. لكن وفقاً لهنتنغتون، فإن الغرب يتميز عن البلدان المسيحية الأرثوذكسية من خلال خبرته في عصر النهضة والإصلاح والتنوير. وعن طريق الإستعمار في خارج القارة الأوروبية بدلاً من التوسع والإستعمار للبلدان المتجاورة؛ وبواسطة تسريب الثقافة الكلاسيكية عبر اليونان القديمة بدلاً من المسار المستمر للإمبراطورية البيزنطية.

### الأسس التاريخية
تعتبر اليونان القديمة وروما القديمة مهد الحضارة الغربية؛ حيث أثرت الأولى على الفلسفة والديمقراطية والعلوم والفن وتصميمات المباني والهندسة المعمارية؛ في حين أثرت الأخيرة على القانون، والحرب، ونظام الحكم، والجمهورية، والهندسة والدين. كما تأسست الحضارة الغربية على الكنيسة الرومانية الكاثوليكية والكنائس البروتستانتية المختلفة. قبل الحرب الباردة، حددت وجهة النظر الغربية التقليدية الحضارة الغربية مع الدول الغربية المسيحية ذات التقاليد والثقافة الكاثوليكية والبروتستانتية. وفي العصر الحديث، تأثرت الثقافة الغربية بشكل كبير بنهضة عصر النهضة، و عصر الاكتشاف والتنوير، و الثورة الصناعية. من خلال الإمبريالية الواسعة والتنصير من قبل القوى الغربية في القرن الخامس عشر إلى القرن العشرين، تأثر الكثير من بقية مناطق العالم بالثقافة الغربية.

## وصلات داخلية
- الحضارة الغربية
- العالم المسيحي
- مناطق نفوذ ثقافي